# René Hostiou
René Hostiou est un juriste et universitaire français né en 1941.

## Travaux
Spécialiste du droit de l'expropriation pour cause d'utilité publique, il est l'auteur de nombreux ouvrages, chroniques et articles qui ont marqué la doctrine de droit public français et européen, notamment lors de la saga judiciaire liée à la découverte de la Grotte Chauvet ou concernant le Projet d'aéroport du Grand Ouest à Notre-Dame-des-Landes.

## Formation et parcours
René Hostiou accomplit ses études à l'Université Rennes-I au sein de laquelle il obtient un DES de droit public et de sciences politiques. En 1971, il soutient sa thèse de doctorat intitulée "Formes et formalités de l'acte administratif unilatéral en droit français". Chargé de cours à la faculté de droit et de science politique de l'Université de Rennes I il poursuit sa carrière comme maître de conférence agrégé puis comme professeur des Universités (1986) à l'Université de Nantes, dont il est aujourd'hui professeur émérite (2006).